# 漁人碼頭
參數所指定的目標頁面不存在，建議更正成存在頁面或直接建立下列一個頁面（建立前請先搜尋是否有合適的存在頁面可以取代）：
- 漁人碼頭 (消歧義)

漁人碼頭（或稱漁夫碼頭），指一個以漁村風情為概念的旅遊景點。漁人碼頭通常會有各式食肆及酒吧、特色商店、海鮮市場等等，讓遊客以不同方式體驗傳統的漁港。漁人碼頭最初起源於美國加州三藩市，其後在世界各地城市陸續出現。

## 世界各地的漁人碼頭

### 亞洲
- 中国大陆：

1. 烟台海昌渔人码头风景区。国家4A级景区。[1]
2. 大连老虎滩渔人码头。
3. 长沙渔人码头旅游景区。3A级景区。

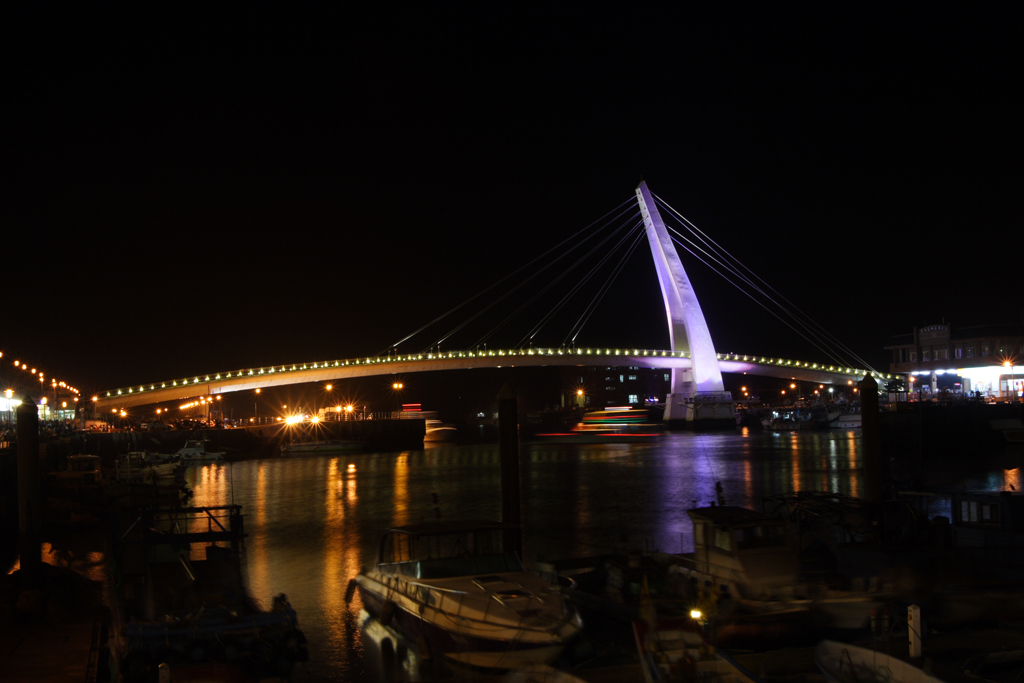
新北市的淡水區漁人碼頭的夜景

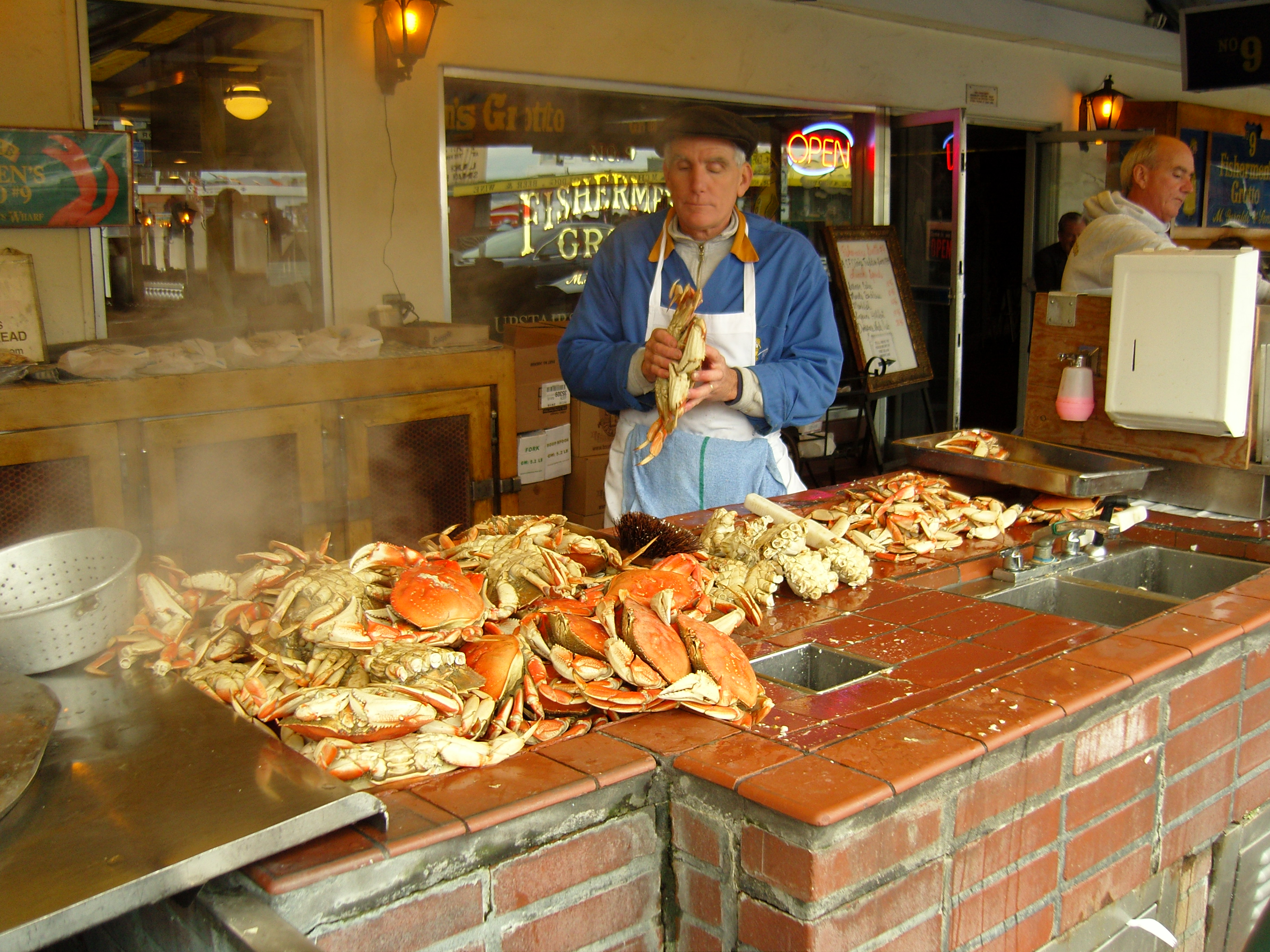
舊金山漁人碼頭街頭螃蟹小吃

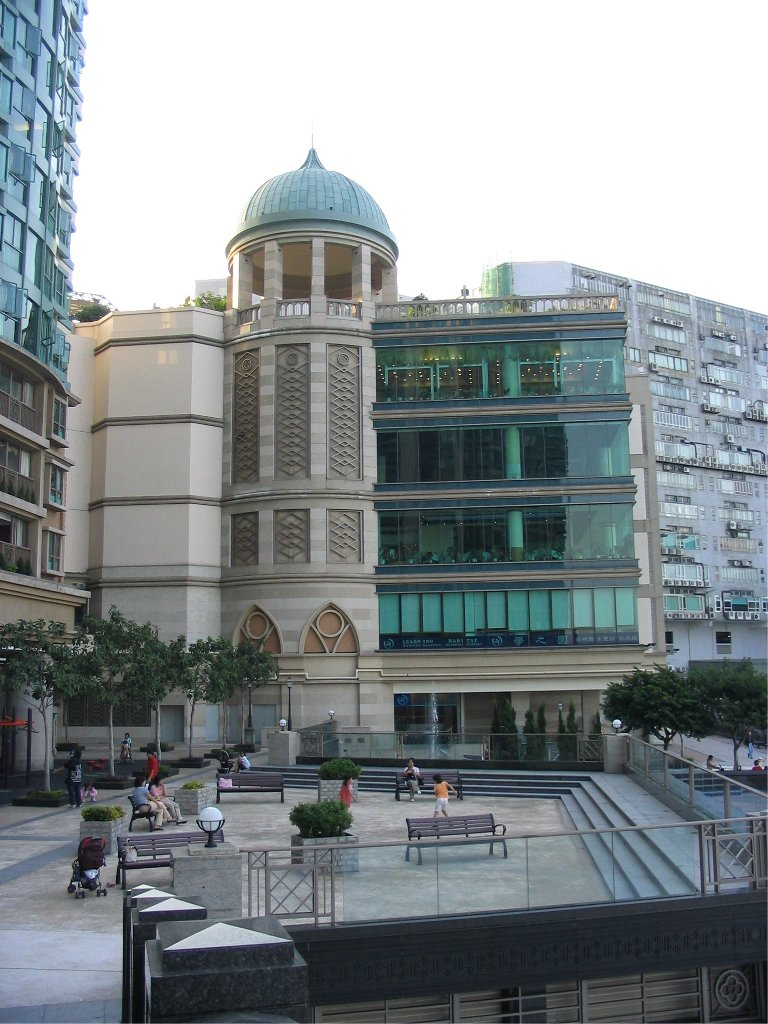
九龍漁人碼頭屬威尼斯建築風格。

4. 江门广海湾渔人码头。广东省江门市大广海湾经济区历史悠久的渔码头。
5. 湛江渔人码头。
6. 上海东方渔人码头。
7. 上海奉贤渔人码头。

- 香港：

1. 香港仔漁人碼頭（籌建中）；
2. 香港海洋公園酒店：富麗敦海洋公園酒店——原稱漁人碼頭酒店
3. 紅磡海濱：海逸坊，原稱「漁人碼頭」（購物商場）

- 澳門：

1. 澳門漁人碼頭（主題公園、飯店及購物商場）

- 中華民國（臺灣）：

1. 新北市淡水區的淡水漁人碼頭（觀光景點、購物商場）
2. 高雄市鼓山區的高雄港漁人碼頭（親水休閒區、購物商場）
3. 嘉義縣東石鄉的東石漁人碼頭。
4. 澎湖縣馬公市的澎湖漁人碼頭。

- 日本：
  - 釧路市（北海道）：釧路漁人碼頭MOO

### 美洲
- 美國：

1. 舊金山漁人碼頭，是美国加利福尼亚州旧金山的社区和受欢迎的旅游景点。
2. 蒙特雷漁人碼頭，美国加利福尼亚州蒙特雷历史悠久的渔码头

- 加拿大：

1. 溫哥華漁人碼頭